# نورس استار (پاروزن عقب کشتی ۱۹۰۲)
نورس استار (پاروزن عقب کشتی ۱۹۰۲) (به انگلیسی: North Star (sternwheeler 1902)) یک کشتی بود.